# Первая война за независимость Шотландии
Первая война за независимость Шотландии (англ. First War of Scottish Independence) — первый из серии конфликтов между Англией и Шотландией. Король Англии Эдуард I, воспользовавшись начавшимся в 1290 году династическим кризисом, возвёл на шотландский престол Джона Баллиоля, от которого добился вассальной присяги. Его попытка подчинить Шотландию вызвала недовольство местной знати. Джон заключил антианглийский союз с Францией, Эдуард в ответ на это вторгся в Шотландию, завоевал её и объявил себя королём страны (1296). Вскоре началась освободительная борьба, которую возглавил Уильям Уоллес. В 1297 году повстанцы разбили англичан на Стерлингском мосту, Уоллес взял под контроль большую часть королевства и был провозглашён регентом. Однако в 1298 году, потеряв поддержку знати, он потерпел поражение при Фолкерке, а в 1305 году был схвачен и казнён.
Война продолжилась и после этого. В 1306 году против англичан выступил Роберт Брюс, провозглашённый королём. Он долго вёл борьбу с переменным успехом, но в 1314 году одержал решающую победу при Бэннокбёрне. Согласно Эдинбургско-Нортгемптонскому договору 1328 года Англия признала независимость Шотландии.
Термина «Война за независимость» в то время не существовало. Англо-шотландский конфликт получил это название в эпоху Нового времени. В XX—XXI веках он стал источником сюжетного материала для ряда художественных фильмов, самый известный из которых — картина об Уоллесе «Храброе сердце».

## Предыстория
К концу XIII века королевство Шотландия занимало всю северную часть Британии и прилегающие острова (Мэн и Гебриды), отвоёванные у норвежцев. Это была главным образом малонаселённая и малопригодная для сельского хозяйства гористая местность. Только на крайнем юге страны, вдоль границы с Англией, были условия для развития экономики. В этом равнинном регионе жила большая часть приблизительно 500-тысячного населения страны и находились почти все основные города. В силу своего географического положения южная Шотландия подвергалась интенсивному культурному влиянию Англии: местное население говорило на одном из диалектов английского языка (в отличие от горцев, говоривших по-гэльски), местные аристократические семейства владели землями как в Шотландии, так и в Англии. При этом регион часто оказывался под угрозой английского вторжения, так как на границе между двумя королевствами регулярно происходили военные конфликты.
Короли Англии, более богатой и культурной и более сильной в военном отношении, стремились стать сюзеренами королей Шотландии. В 1071 году Малькольм III присягнул на верность Вильгельму Завоевателю, и потомки последнего считали Шотландию своим леном. Возможность реализовать эти претензии у английской короны появилась благодаря династическому кризису, начавшемуся в северном королевстве в 1290 году.
Король Шотландии Александр III, последний представитель старшей ветви Данкельдской династии, в браке с Маргаритой (Маргарет) Английской стал отцом трёх детей: Маргарет, вышедшей замуж за короля Норвегии Эйрика II, Александра и Дэвида. Последний умер ребёнком в 1281 году, Маргарита умерла в 1283 году, а наследник престола Александр — в 1284 году, в возрасте 20 лет. После этого король добился от сословий признания наследницей единственного ребёнка Маргариты — годовалой дочери того же имени, получившей прозвище «Норвежская Дева». Рассчитывая получить нового наследника мужского пола, 44-летний Александр III женился во второй раз, на Иоланде де Дрё, но спустя всего четыре месяца погиб, сорвавшись ночью со скалы (19 марта 1286 года).
Королевой стала Маргарет Норвежская Дева, которая по условиям Биргамского договора 1290 года должна была стать женой Эдуарда Карнарвонского, наследника английской короны. В будущем два королевства должна была объединить личная уния, но Шотландия при этом осталась бы самостоятельным государством. В сентябре того же года Маргарет умерла. О своих претензиях на шотландскую корону заявил целый ряд потомков Данкельдской династии по женской линии, среди которых наиболее весомыми правами обладали Джон Баллиол и Роберт Брюс, 5-й лорд Аннандейл, происходившие от двух дочерей Давида, графа Хантингдонского (внука короля Дэвида I). Чтобы избежать междоусобной войны, шотландцы предложили королю Англии Эдуарду I стать арбитром в споре и взамен согласились признать его верховным сюзереном. Он переназначил регентов, взял под своё управление королевские замки, совершил поездку по стране, везде принимая присягу на верность.
В городе Берик-апон-Туид прошёл полноценный судебный процесс из-за шотландской короны, получивший название «Великая тяжба». Изучив родословные всех претендентов, Эдуард постановил, что королём должен стать Джон Баллиоль. 30 ноября 1292 года новый монарх короновался, месяцем позже он принёс Эдуарду вассальную присягу. Английский король решил не ограничиваться формальным сюзеренитетом над Шотландией: в последующие годы он регулярно рассматривал апелляционные жалобы шотландцев в своём суде и даже вызывал на разбирательства Джона как простого вассала, а в 1294 году приказал ему и 18 шотландским магнатам присоединиться к походу во Францию. Тот под давлением одной из аристократических группировок заключил союз с королём Франции, пообещав ему вторгнуться в Северную Англию, если Эдуард высадится на континенте (22 октября 1295). Тогда английский король добился от своего парламента субсидий, чтобы отправиться в поход на север.

## Завоевание
К марту 1296 года Эдуард собрал на севере большую армию, в которой были в том числе отряды нескольких шотландских вельмож — Гилберта де Умфравиля, 1-го графа Ангуса, и двух Робертов Брюсов, отца и сына. Войну начали люди Баллиоля, предпринявшие набег на Нортумберленд и Камберленд. В ответ Эдуард вторгся в Шотландию и взял штурмом крупнейший королевский город Берик, где устроил резню. Оставаясь на месте почти месяц, он заново укрепил Берик, превратив его в свой опорный пункт. 27 апреля Джон Варенн, 6-й граф Суррей, обратил в бегство основные силы шотландцев при Данбаре, после чего города и замки Шотландии начали один за другим сдаваться англичанам. Без боя пали Роксбург, Стерлинг, Перт, после недельной осады был взят Эдинбург.
2 июля Баллиоль капитулировал, а ещё через неделю отрёкся от престола и был увезён в Англию. Эдуард проехал из конца в конец всю Шотландию; по словам хрониста, он «завоевал Шотландское королевство и прошёл его вдоль и поперёк за 21 неделю». Все землевладельцы принесли ему присягу. Камень судьбы, на котором короновались шотландские монархи, был увезён в Вестминстер вместе с другими реликвиями и архивами королевства. Судя по тому, что титулатура Эдуарда не изменилась, он считал Шотландское королевство упразднённым.

## Восстание Уоллеса
Высшая шотландская знать приняла английское завоевание, но рыцари и крестьяне были недовольны произволом английских чиновников, новыми поборами, перспективой вынужденного участия в войнах на континенте и в Уэльсе. Поэтому в 1297 году в разных частях Шотландии начались волнения и даже мелкие восстания. Один из повстанческих отрядов во главе с сыном рыцаря Уильямом Уоллесом перебил гарнизон в Ланарке, совершил набег на Скун, где творил суд английский юстициарий. Получив известность, заручившись поддержкой местной церкви и объединив свои силы с аристократом Эндрю де Мореем, Уоллес смог занять Абердин, Инвернесс и Уркхарт, установить контроль над всеми землями к северу от реки Тей. Английский наместник Джон де Варенн, 6-й граф Суррей, двинул против него всю свою армию, но в битве на Стерлингском мосту Уоллес одержал полную победу благодаря использованию глубокого пехотного строя с длинными копьями (11 сентября 1297 года).
После этого сражения к восстанию примкнули Малькольм, граф Леннокс, Джеймс Стюарт, сенешаль Шотландии, Джон Комин, граф Бьюкен. Замки Данди и Стерлинг сдались, Берик был взят штурмом. Уоллес стал «Хранителем Шотландии» (регентом, правившим от имени Джона Баллиоля), предпринял грабительский набег на Нортумберленд и Камберленд. В 1298 году Эдуард I лично возглавил армию и разбил шотландцев в ожесточённой битве при Фолкерке, но это не стало переломом в войне: англичане смогли занять только несколько замков на юго-востоке. Шотландцы перешли к партизанской тактике, новые масштабные вторжения англичан в 1300 и 1301 годах не привели к заметным успехам.
Уоллес после Фолкерка отказался от регентства в пользу Комина и Роберта Брюса, но сохранил своё влияние. По-видимому, он совершил путешествие на континент, чтобы заручиться для повстанцев поддержкой французской короны и Святого престола. Папа римский Бонифаций VIII в 1301 году направил Эдуарду I приказ отказаться от Шотландии как папского фьефа, но тот не стал подчиняться. Внешнеполитическая ситуация резко изменилась в 1302 году: король Франции был разгромлен фландрским ополчением при Куртре и оказался в состоянии конфликта с Бонифацием, после чего шотландцы оказались предоставлены сами себе. В 1303 году Эдуард заключил соглашение с Францией и благодаря новым субсидиям смог двинуть на север большую армию. На этот раз он прошёл всю Шотландию, мятежные лорды сдались на приемлемых для них условиях. В 1305 году Уоллес был выдан англичанам бароном Джоном Ментейтом, осуждён как государственный изменник и предан мучительной казни.
Теперь Шотландия снова полностью находилась под английским контролем. Эдуард I согласился привлечь к управлению местную знать: 10 шотландцев должны были заседать в английском парламенте, при наместнике создавался вспомогательный совет из 22 человек. При этом все высшие должности занимали англичане, во всех основных крепостях располагались английские гарнизоны.

## Восстание Брюса
Война возобновилась в начале 1306 года. Всё началось с конфликта двух видных шотландских лордов, Роберта Брюса, графа Каррика, и Джона Комина, лорда Баденоха, обладавших теоретическими правами на корону и в своё время присягнувших на верность Эдуарду I. По данным ряда источников, Брюс задолго до этого начал тайную подготовку мятежа, чтобы завоевать престол; во время личной встречи с Комином во францисканской церкви он либо предложил союз и получил отказ, либо обвинил Баденоха в предательстве. Произошла ссора, и Брюс заколол Комина прямо у алтаря, совершив таким образом святотатство и нарушив королевский мир.
Сразу после этого Брюс заявил о своих правах на корону. Его поддержали многие лорды Запада и Севера, включая графов Атолла, Ментейта, Стратерна и Леннокса, а епископ Глазго отпустил грехи. В Скуне Брюс был коронован 25 марта 1306 года. Ему удалось собрать довольно большую армию и занять несколько замков, но английский наместник Эмер де Валенс, 2-й граф Пембрук, 19 июня того же года разгромил его в Метвенском лесу. Отступая, Брюс был атакован при Далринге Джоном Мак-Дугаллом и в результате потерял почти всех своих людей; ему пришлось скрываться на Гебридских островах и у берегов Ирландии. Тем временем в Шотландии развернулись репрессии: многие знатные сторонники Брюса, включая двух его братьев, были казнены, владения примерно 150 землевладельцев были конфискованы, жену и сестёр Брюса отправили в заточение. Сам Роберт был заочно приговорён к казни через повешение, потрошение и четвертование.
В феврале 1307 года Брюс снова высадился в Шотландии. Теперь он использовал партизанскую тактику, изматывая врага в мелких стычках, нападая малыми силами в самых неожиданных местах и сжигая крепости, не пытаясь их удержать. Самым способным из его сторонников оказался Джеймс Дуглас, который в марте занял и сжёг собственный родовой замок. 10 мая 1307 года Роберт дал бой основным силам Валенса при Лаудон-Хилле: заняв сильную позицию на возвышенности, он разгромил врага, превосходившего числом. Эдуард I, узнав об этом, сам возглавил новую армию, но умер в пути к границе (7 июля 1307 года). Его сын Эдуард II ограничился, по выражению историка Брайанта, «коротким формальным походом» на юго-запад Шотландии.
Брюс использовал полученную передышку, чтобы обратить оружие против своих врагов-шотландцев. Он разгромил кланы Гэллоуэя, победил при Инверури Джона Комина и разорил его владения в Бьюкене, затем разбил Мак-Дугалла и принудил к подчинению графа Росса. В июне 1308 года был занят Абердин, благодаря чему Брюс получил доступ к морской торговле. К концу того же года Роберт контролировал почти всю Северную и Центральную Шотландию. В 1309 году он занял большую часть Файфа и созвал свой первый парламент, признавший бесспорность его притязаний на корону. Эдуард II из-за конфликта со своими вассалами только в 1310 году смог организовать вторжение, но его армия отступила, не добившись никаких успехов. Эта ситуация повторилась в 1311 году, тогда как сторонники Брюса возобновили грабительские набеги на Северную Англию. С Нортумберленда они получили две тысячи фунтов откупа. В 1312 году был взят Данди, в 1313 — Перт и Дамфрис, в 1314 — Роксборо и Эдинбург. Под контролем англичан остались только Берик и Стирлинг.
Летом 1314 года Эдуард II собрал большую армию (по некоторым данным, 3 тысячи рыцарей и 22 тысячи пехотинцев), чтобы спасти Стирлинг от осады. При Бэннокбёрне 23—24 июня произошло решающее сражение, в котором шотландцы оттеснили врага в заболоченную речную пойму и устроили там резню. Английская армия была почти полностью уничтожена, сотни рыцарей и множество лордов попали в плен; сам Эдуард II с большим трудом смог спастись. Это означало коренной перелом в войне: Брюс утвердил свою власть над всей Шотландией, Англия потеряла шансы на победу.

## После Бэннокбёрна
В последующие годы война продолжалась. Эдуард II не отказывался от своих претензий на Шотландию, но не мог организовать масштабное вторжение из-за распрей со своими вассалами, время от времени перераставших в гражданскую войну. Брюс взял Берик, установив таким образом контроль над всем королевством. Его брат Эдуард в 1315 году высадился в Ирландии и был провозглашён верховным королём. Флот Брюсов господствовал в Ирландском море, грабил побережье Уэльса. Эдуард в 1318 году потерпел поражение и погиб в битве на Фогхартских холмах, но шотландцы и позже высаживались в Ирландии. Северная Англия стала ареной постоянных набегов. Местным общинам пришлось самим откупаться от шотландцев: одно только Даремское епископство выплатило в 1311—1327 годах 5333 фунта. В общей сложности за эти годы шотландцы смогли получить в качестве откупных 20 тысяч фунтов (к этому следует добавить дань натурой — скотом, провизией и т. п.). Эдуард II в 1319 году осадил Берик, но взять эту крепость не смог и зимой отступил, согласившись на двухлетнее перемирие. Во время этой осады шотландцы совершил набег вглубь Йоркшира и разгромили при Майтоне ополчение, собранное архиепископом.
В 1323 году было заключено перемирие на 13 лет, однако и после этого шотландские набеги на Северную Англию продолжались. В 1326 году Эдуард II был свергнут, фактические правители Англии Изабелла Французская и Роджер Мортимер решили победой над шотландцами легитимизировать своё правление. Летом 1327 года большая армия двинулась против Джеймса Дугласа, грабившего северные графства. Однако разбить шотландцев не удалось: Дуглас не только ушёл от преследования, но и совершил дерзкий налёт на королевский лагерь, в ходе которого чуть не захватил в плен Эдуарда III. В итоге дорогостоящая компания закончилась, по словам одного из современников, «великим позором, бесчестьем и презрением всей Англии». Мортимеру и Изабелле пришлось начать мирные переговоры.
17 марта 1328 года мирный договор был подписан Брюсом, 1 мая он был ратифицирован в Нортгемптоне английским парламентом. По условиям мира Англия признавала независимость Шотландии, Эдуард III отказывался от претензий на шотландский трон. Границы между двумя королевствами возвращались к состоянию времён Александра III Шотландского. Шестилетняя Джоан, сестра Эдуарда, должна была стать женой Давида, малолетнего сына Роберта Брюса. Шотландия обязывалась выплатить за разорение Северной Англии репарацию в 20 тысяч фунтов.

## Последствия
В Англии мир с Шотландией оценили как «позорный». Подписание договора отразилось на репутации Мортимера и Изабеллы, отчасти предопределив их свержение Эдуардом III в 1330 году. Многие англо-шотландские лорды, сражавшиеся на стороне Англии, потеряли свои владения на севере и стали в силу этого сторонниками возобновления войны. Их требования и притязания на корону Эдуарда Баллиоля (сына Джона) стали причиной конфликта, начавшегося в 1322 году и известного впоследствии как вторая война за независимость Шотландии.

## В литературе и кино
Войне с Англией посвящено множество шотландских народных песен и баллад. Слепой Гарри в XV веке написал эпическую поэму «Деяния сэра Уильяма Уоллеса, рыцаря Элдерсли». В 1815 году была опубликована поэма Вальтера Скотта «Повелитель островов» о Роберте Брюсе.
В XX—XXI веках первая война за независимость Шотландии была показана в ряде художественных фильмов:
- «Храброе сердце» (1995), режиссёр Мел Гибсон;
- «Брюс» (1996), режиссёр Боб Карраверс;
- «Король вне закона» (2018), режиссёр Дэвид Маккензи;
- «Роберт — король Шотландии» (2019), режиссёр Ричард Грей.